# Deputati della XII legislatura della Repubblica Italiana
Questo elenco riporta i nomi dei deputati della XII legislatura della Repubblica Italiana dopo le elezioni politiche del 1994.

## Gruppi
| Gruppi parlamentari                                                  | Inizio | 1994 | 1995 | 1996 |
| -------------------------------------------------------------------- | ------ | ---- | ---- | ---- |
| Progressisti - Federativo ()                                         | 143    | 167  | 164  | 164  |
| Lega Nord ()                                                         | 117    | 103  | 76   | 71   |
| Forza Italia ()                                                      | 113    | 108  | 110  | 110  |
| Alleanza Nazionale ()                                                | 109    | 109  | 107  | 105  |
| Rifondazione Comunista ()                                            | 39     | 39   | 24   | 24   |
| Partito Popolare Italiano ()                                         | 33     | 33   | 27   | 27   |
| Centro Cristiano Democratico ()                                      | 27     | 27   | 40   | 42   |
| Lega Italiana Federalista, poi Federalisti e Liberaldemocratici (, ) | -      | 20   | 31   | 28   |
| I Democratici ()                                                     | -      | -    | 21   | 21   |
| Gruppo misto ()                                                      | 49     | 24   | 28   | 36   |
| • Alleanza Democratica                                               | 17     | 7    | -    | -    |
| • Partito Socialista Italiano                                        | 14     | -    | -    | -    |
| • Patto Segni                                                        | 9      | 9    | -    | -    |
| • Minoranze linguistiche                                             | 4      | 4    | 4    | 4    |
| • Comunisti Unitari                                                  | -      | -    | 14   | 14   |
| • Non iscritti                                                       | 5      | 4    | 11   | 18   |
| Totale                                                               | 630    | 630  | 629  | 628  |

Il sito istituzionale indica erroneamente 118 seggi anziché 117 per il gruppo Lega Nord e 112 seggi anziché 113 per il gruppo Forza Italia: ciò in quanto considera Giuseppe Lazzarini come appartenente al primo anziché al secondo gruppo. Sull'appartenenza di detto deputato al gruppo Forza Italia (e non al gruppo Lega Nord), si veda resoconto stenografico del 19.10.1994.

## Ufficio di presidenza

### Presidente
- Irene Pivetti (LN)

### Vicepresidenti
- Lorenzo Acquarone (PPI)
- Ignazio La Russa (AN) (eletto il 25 maggio 1994)
- Vittorio Dotti (FI) (abbandona la carica il 9 novembre 1994)
- Adriana Poli Bortone (AN) (abbandona la carica il 25 maggio 1994)
- Luciano Violante (PDS)

### Questori
- Maurizio Balocchi (LN)
- Marida Bolognesi (PRC)
- Ugo Martinat (AN)

### Segretari
- Mario Baccini (CCD)
- Diana Battaggia (LN)
- Elisabetta Bertotti (Gruppo misto)
- Valter Bielli (PRC)
- Luciano Caveri (Gruppo misto)
- Gaetano Colucci (AN)
- Franco Corleone (PDS)
- Raffaele della Valle (FI)
- Giuseppe Gambale (PDS)
- Lucio Malan (Gruppo misto)
- Elena Montecchi (PDS)
- Giovanni Rivera (Gruppo misto)

## Composizione storica
| Deputato                       | Circoscrizione/collegio                             | Lista                     | Gruppo (partito)    |
| ------------------------------ | --------------------------------------------------- | ------------------------- | ------------------- |
| Alberto Acierno                | Sicilia 1 - Palermo - Capaci                        | Polo del Buon Governo     | FI                  |
| Lorenzo Acquarone              | Liguria                                             | PPI                       | PPI                 |
| Ferdinando Adornato            | Umbria - Perugia - Todi                             | Progressisti              | Misto (AD)          |
| Andrea Agnaletti               | Lazio 1 - Tivoli                                    | Polo del Buon Governo     | CCD                 |
| Paolo Agostinacchio            | Puglia - Foggia Centro                              | Polo del Buon Governo     | AN                  |
| Mauro Agostini                 | Umbria - Città di Castello                          | Progressisti              | Progressisti        |
| Stefano Aimone Prina           | Piemonte 2 - Biella                                 | Polo delle Libertà        | Lega Nord           |
| Giuseppe Albertini             | Emilia-Romagna - Ferrara - Cento                    | Progressisti              | Misto (PSI)         |
| Giovanni Alemanno              | Lazio 1 - Roma Zona Sub Gianicolense                | Polo del Buon Governo     | AN                  |
| Vittorio Aliprandi             | Veneto 1 - Piove di Sacco                           | Polo delle Libertà        | Lega Nord           |
| Fortunato Aloi                 | Calabria - Reggio Calabria - Sbarre                 | Polo del Buon Governo     | AN                  |
| Francesco Aloisio              | Abruzzo - L'Aquila                                  | Progressisti              | Progressisti        |
| Angelo Altea                   | Sardegna - Nuoro                                    | Progressisti              | PRC                 |
| Sesa Amici                     | Lazio 1                                             | PDS                       | Progressisti        |
| Francesco Maria Amoruso        | Puglia - Molfetta                                   | Polo del Buon Governo     | AN                  |
| Beniamino Andreatta            | Friuli-Venezia Giulia                               | PPI                       | PPI                 |
| Gian Franco Anedda             | Sardegna - Cagliari Centro                          | Polo del Buon Governo     | AN                  |
| Giordano Angelini              | Emilia-Romagna - Ravenna - Cervia                   | Progressisti              | Progressisti        |
| Uber Anghinoni                 | Lombardia 3 - Castiglione delle Stiviere            | Polo delle Libertà        | Lega Nord           |
| Gavino Angius                  | Sardegna                                            | PDS                       | Progressisti        |
| Valentina Aprea                | Lombardia 1 - Rozzano                               | Polo delle Libertà        | FI                  |
| Paolo Arata                    | Toscana                                             | FI                        | FI                  |
| Giacomo Archiutti              | Veneto 2 - Oderzo                                   | Polo delle Libertà        | FI                  |
| Rosario Ardica                 | Sicilia 2 - Enna                                    | Polo del Buon Governo     | AN                  |
| Pino Arlacchi                  | Toscana - Sesto Fiorentino                          | Progressisti              | Progressisti        |
| Giulio Arrighini               | Lombardia 2 - Brescia - Flero                       | Polo delle Libertà        | Lega Nord           |
| Roberto Asquini                | Friuli-Venezia Giulia - Udine                       | Polo delle Libertà        | Lega Nord           |
| Giuseppe Ayala                 | Emilia-Romagna - Cesena                             | Progressisti              | Misto (AD/SR)       |
| Luca Azzano Cantarutti         | Veneto 1 - Adria                                    | Polo delle Libertà        | Lega Nord           |
| Mario Baccini                  | Lazio 1 - Roma - Fiumicino                          | Polo del Buon Governo     | CCD                 |
| Giacomo Baiamonte              | Sicilia 1 - Palermo - Villagrazia                   | Polo del Buon Governo     | FI                  |
| Guido Baldo Baldi              | Lombardia 2 - Desenzano del Garda                   | Polo delle Libertà        | Lega Nord           |
| Edouard Ballaman               | Friuli-Venezia Giulia - Pordenone                   | Polo delle Libertà        | Lega Nord           |
| Maurizio Balocchi              | Liguria - Chiavari                                  | Polo delle Libertà        | Lega Nord           |
| Paolo Bampo                    | Veneto 2 - Belluno                                  | Polo delle Libertà        | Lega Nord           |
| Fulvia Bandoli                 | Emilia-Romagna                                      | PDS                       | Progressisti        |
| Giuseppe Antonio Barbieri      | Puglia - Triggiano                                  | Polo del Buon Governo     | AN                  |
| Eugenio Baresi                 | Lombardia 2 - Ghedi                                 | Polo delle Libertà        | CCD                 |
| Antonio Bargone                | Puglia                                              | PDS                       | Progressisti        |
| Francesco Michele Barra        | Basilicata - Pisticci                               | Polo del Buon Governo     | AN                  |
| Adria Bartolich                | Lombardia 2                                         | PDS                       | Progressisti        |
| Nedo Barzanti                  | Toscana                                             | PRC                       | PRC                 |
| Domenico Antonio Basile        | Calabria - Vibo Valentia                            | Polo del Buon Governo     | AN                  |
| Emanuele Basile                | Lombardia 3 - Crema                                 | Polo delle Libertà        | Lega Nord           |
| Vincenzo Basile                | Campania 1 - Giugliano in Campania                  | Polo del Buon Governo     | AN                  |
| Franco Bassanini               | Lombardia 1                                         | PDS                       | Progressisti        |
| Luca Basso                     | Piemonte 1 - Venaria Reale                          | Polo delle Libertà        | Lega Nord           |
| Giovanni Battafarano           | Puglia - Taranto Solito Corvisea                    | Progressisti              | Progressisti        |
| Diana Battaggia                | Veneto 2                                            | LN                        | Lega Nord           |
| Paolo Becchetti                | Lazio 1 - Civitavecchia                             | Polo del Buon Governo     | CCD                 |
| Carole Jane Beebe Tarantelli   | Lazio 1                                             | PDS                       | Progressisti        |
| Angela Bellei Trenti           | Emilia-Romagna                                      | PRC                       | PRC                 |
| Salvatore Bellomi              | Lombardia 2 - Orzinuovi                             | Polo delle Libertà        | Lega Nord           |
| Domenico Benedetti Valentini   | Umbria                                              | AN                        | AN                  |
| Alida Benetto Ravetto          | Piemonte 1 - Giaveno                                | Polo delle Libertà        | Lega Nord           |
| Alessandro Bergamo             | Calabria - Paola                                    | Polo del Buon Governo     | FI                  |
| Luigi Berlinguer               | Toscana - Firenze 1                                 | Progressisti              | Progressisti        |
| Silvio Berlusconi              | Lazio 1 - Roma Centro                               | Polo del Buon Governo     | FI                  |
| Roberto Bernardelli            | Lombardia 1 - Milano 8                              | Polo delle Libertà        | Lega Nord           |
| Giorgio Bernini                | Umbria                                              | FI                        | FI                  |
| Fausto Bertinotti              | Piemonte 1 - Torino 4                               | Progressisti              | PRC                 |
| Elisabetta Bertotti            | Trentino-Alto Adige - Trento                        | Polo delle Libertà        | Lega Nord           |
| Maurizio Bertucci              | Lazio 1 - Roma Gianicolense                         | Polo del Buon Governo     | FI                  |
| Giovanni Bianchi               | Lombardia 2                                         | PPI                       | PPI                 |
| Vincenzo Bianchi               | Lazio 2 - Aprilia                                   | Polo del Buon Governo     | FI                  |
| Valter Bielli                  | Emilia-Romagna - Faenza                             | Progressisti              | PRC                 |
| Rosy Bindi                     | Veneto 1                                            | PPI                       | PPI                 |
| Alfredo Biondi                 | Liguria - Genova - Nervi                            | Polo delle Libertà        | FI (UdC)            |
| Anna Maria Biricotti           | Toscana - Livorno - Rosignano Marittimo             | Progressisti              | Progressisti        |
| Luciano Angelo Bistaffa        | Piemonte 2 - Novara                                 | Polo delle Libertà        | Lega Nord           |
| Vincenzo Bizzarri              | Puglia - Foggia - Lucera                            | Polo del Buon Governo     | AN                  |
| Angelo Blanco                  | Sicilia 1 - Gela                                    | Polo del Buon Governo     | AN                  |
| Giuliano Boffardi              | Liguria - Genova - Varazze                          | Progressisti              | PRC                 |
| Ugo Boghetta                   | Emilia-Romagna - Casalecchio di Reno                | Progressisti              | PRC                 |
| Giorgio Bogi                   | Liguria - La Spezia                                 | Progressisti              | Misto (AD/SR)       |
| Marida Bolognesi               | Liguria - Sarzana                                   | Progressisti              | PRC                 |
| Flavio Bonafini                | Lombardia 2 - Brescia - Roncadelle                  | Polo delle Libertà        | Lega Nord           |
| Mauro Bonato                   | Veneto 1 - San Martino Buonalbergo                  | Polo delle Libertà        | Lega Nord           |
| Daria Bonfietti                | Emilia-Romagna - Bologna - Pianoro                  | Progressisti              | Progressisti        |
| Sebastiano Bongiorno           | Sicilia 1 - Sciacca                                 | Progressisti              | Progressisti        |
| Emma Bonino                    | Veneto 1 - Padova - Selvazzano Dentro               | Polo delle Libertà        | FI (PR)             |
| Francesco Bonito               | Puglia - Cerignola                                  | Progressisti              | Progressisti        |
| Nicola Bono                    | Sicilia 2 - Avola                                   | Polo del Buon Governo     | AN                  |
| Giuseppe Bonomi                | Lombardia 2 - Sesto Calende                         | Polo delle Libertà        | Lega Nord           |
| Sandra Bonsanti                | Toscana - Firenze 2                                 | Progressisti              | Progressisti        |
| Willer Bordon                  | Lombardia 3 - Suzzara                               | Progressisti              | Misto (AD)          |
| Mario Borghezio                | Piemonte 1                                          | LN                        | Lega Nord           |
| Mario Bortoloso                | Veneto 1 - Schio                                    | Polo delle Libertà        | FI                  |
| Enrico Boselli                 | Toscana - Cortona                                   | Progressisti              | Misto (PSI)         |
| Alberto Bosisio                | Lombardia 2 - Merate                                | Polo delle Libertà        | Lega Nord           |
| Umberto Bossi                  | Lombardia 1 - Milano 1                              | Polo delle Libertà        | Lega Nord           |
| Domenico Bova                  | Calabria - Siderno                                  | Progressisti              | Progressisti        |
| Maria Gloria Bracci Marinai    | Toscana - Cascina                                   | Progressisti              | Progressisti        |
| Lia Bracci                     | Lazio 1                                             | AN                        | AN                  |
| Fabrizio Felice Bracco         | Umbria - Perugia Centro                             | Progressisti              | Progressisti        |
| Gian Piero Broglia             | Piemonte 2 - Novi Ligure                            | Polo delle Libertà        | FI                  |
| Siegfried Brugger              | Trentino-Alto Adige - Appiano sulla Strada del Vino | SVP                       | Misto/ML            |
| Giovanni Brunale               | Toscana - Pontedera                                 | Progressisti              | Progressisti        |
| Mario Brunetti                 | Calabria - Corigliano Calabro                       | Progressisti              | PRC                 |
| Teodoro Buontempo              | Lazio 1 - Roma Lido di Ostia                        | Polo del Buon Governo     | AN                  |
| Maria Burani Procaccini        | Lazio 2 - Terracina                                 | Polo del Buon Governo     | FI                  |
| Rocco Buttiglione              | Lazio 1                                             | PPI                       | PPI                 |
| Emanuela Cabrini               | Emilia-Romagna - Fiorenzuola d'Arda                 | Polo delle Libertà        | FI                  |
| Michele Caccavale              | Lazio 1 - Pomezia                                   | Polo del Buon Governo     | FI                  |
| Rocco Caccavari                | Emilia-Romagna - Parma Centro                       | Progressisti              | Progressisti        |
| Maria Anna Calabretta Manzara  | Calabria                                            | PPI                       | PPI                 |
| Giuseppe Calderisi             | Veneto 1 - Vigonza                                  | Polo delle Libertà        | FI (PR)             |
| Roberto Calderoli              | Lombardia 2 - Bergamo                               | Polo delle Libertà        | Lega Nord           |
| Riccardo Calleri               | Lazio 1 - Monterotondo                              | Polo del Buon Governo     | FI                  |
| Francesco Calvanese            | Campania 2 - Salerno - Mercato San Severino         | Progressisti              | PRC                 |
| Gabriele Calvi                 | Lombardia 3                                         | PPI                       | PPI                 |
| Valerio Calzolaio              | Marche - Macerata                                   | Progressisti              | Progressisti        |
| Maura Camoirano                | Liguria                                             | PDS                       | Progressisti        |
| Vassili Campatelli             | Toscana - Empoli                                    | Progressisti              | Progressisti        |
| Cristoforo Canavese            | Liguria                                             | LN                        | Lega Nord           |
| Riccardo Canesi                | Toscana - Carrara                                   | Progressisti              | Progressisti (FdV)  |
| Francesco Capitaneo            | Puglia                                              | AN                        | AN                  |
| Maria Carazzi                  | Lombardia 1                                         | PRC                       | PRC                 |
| Franco Cardiello               | Campania 2 - Eboli                                  | AN                        | AN                  |
| Onorio Carlesimo               | Lazio 1 - Roma Don Bosco                            | Polo del Buon Governo     | FI                  |
| Carlo Carli                    | Toscana - Viareggio                                 | Progressisti              | Misto (PSI)         |
| Nuccio Carrara                 | Sicilia 2 - Nicosia                                 | Polo del Buon Governo     | AN                  |
| Fiordelisa Cartelli            | Friuli-Venezia Giulia - Sacile                      | Polo delle Libertà        | Lega Nord           |
| Enzo Caruso                    | Sicilia 2 - Ragusa                                  | Polo del Buon Governo     | AN                  |
| Mario Caruso                   | Sicilia 1 - Mazara del Vallo                        | Polo del Buon Governo     | AN                  |
| Francesco Cascio               | Sicilia 1 - Palermo - Settecannoli                  | Polo del Buon Governo     | FI                  |
| Flavio Caselli                 | Piemonte 2 - Savigliano                             | Polo delle Libertà        | Lega Nord           |
| Pier Ferdinando Casini         | Emilia-Romagna                                      | FI                        | CCD                 |
| Sergio Castellaneta            | Liguria - Genova - San Fruttuoso                    | Polo delle Libertà        | Lega Nord           |
| Giovanni Castellani            | Veneto 2                                            | PPI                       | PPI                 |
| Elisabetta Castellazzi         | Lombardia 1 - Agrate Brianza                        | Polo delle Libertà        | Lega Nord           |
| Roberto Castelli               | Lombardia 2 - Lecco                                 | Polo delle Libertà        | Lega Nord           |
| Enrico Cavaliere               | Veneto 2 - Venezia - San Dona' di Piave             | Polo delle Libertà        | Lega Nord           |
| Luisella Cavallini             | Lombardia 3 - Voghera                               | Polo delle Libertà        | Lega Nord           |
| Mariella Cavanna Scirea        | Piemonte 1                                          | FI                        | FI                  |
| Luciano Caveri                 | Valle d'Aosta                                       | Vallée d'Aoste            | Misto/ML            |
| Umberto Cecchi                 | Toscana                                             | FI                        | FI                  |
| Ugo Cecconi                    | Lazio 1 - Colleferro                                | Polo del Buon Governo     | AN                  |
| Cesare Cefaratti               | Molise - Campobasso                                 | Polo del Buon Governo     | AN                  |
| Aldo Cennamo                   | Campania 1 - San Giorgio a Cremano                  | Progressisti              | Progressisti        |
| Roberto Ceresa                 | Piemonte 1 - Rivarolo Canavese                      | Polo delle Libertà        | Lega Nord           |
| Pietro Cerullo                 | Puglia - Taranto Italia - Monte Granaro             | Lega d'Azione Meridionale | Misto (LAM)         |
| Fabrizio Cesetti               | Marche - Fermo                                      | Progressisti              | Progressisti        |
| Antonio Cherio                 | Piemonte 1 - Settimo Torinese                       | Polo delle Libertà        | FI                  |
| Franca Chiaromonte             | Campania 1                                          | PDS                       | Progressisti        |
| Francesca Chiavacci            | Toscana - Firenze - Pontassieve                     | Progressisti              | Progressisti        |
| Sergio Chiesa                  | Trentino-Alto Adige - Rovereto                      | Polo delle Libertà        | FI                  |
| Salvatore Cicu                 | Sardegna - Quartu Sant'Elena                        | Polo del Buon Governo     | FI                  |
| Luciano Ciocchetti             | Lazio 1 - Roma Ardeatino                            | Polo del Buon Governo     | CCD                 |
| Roberto Cipriani               | Lombardia 3                                         | FI                        | FI                  |
| Vincenzo Ciruzzi               | Lombardia 1 - Milano 5                              | Polo delle Libertà        | Lega Nord           |
| Italo Cocci                    | Marche - San Benedetto del Tronto                   | Progressisti              | PRC                 |
| Sergio Cola                    | Campania 1 - San Giuseppe Vesuviano                 | Polo del Buon Governo     | AN                  |
| Manlio Collavini               | Friuli-Venezia Giulia - Cervignano del Friuli       | Polo delle Libertà        | FI                  |
| Edro Colombini                 | Piemonte 1 - Torino 6                               | Polo delle Libertà        | FI                  |
| Elio Colosimo                  | Calabria - Catanzaro                                | Polo del Buon Governo     | AN                  |
| Gaetano Colucci                | Campania 2 - Salerno Centro                         | AN                        | AN                  |
| Domenico Comino                | Piemonte 2 - Cuneo                                  | Polo delle Libertà        | Lega Nord           |
| Rita Commisso                  | Calabria                                            | PRC                       | PRC                 |
| Gianfranco Conte               | Lazio 2 - Formia                                    | Polo del Buon Governo     | FI                  |
| Carlo Conti                    | Lombardia 1 - Desio                                 | Polo delle Libertà        | Lega Nord           |
| Giulio Conti                   | Marche                                              | AN                        | AN                  |
| Elena Emma Cordoni             | Toscana                                             | PDS                       | Progressisti        |
| Franco Corleone                | Abruzzo - Ortona                                    | Progressisti              | Progressisti (FdV)  |
| Magda Cornacchione Milella     | Basilicata - Potenza                                | Progressisti              | Misto (PSDI)        |
| Armando Cossutta               | Toscana - Scandicci                                 | Progressisti              | PRC                 |
| Raffaele Costa                 | Piemonte 2 - Fossano                                | Polo delle Libertà        | FI (UdC)            |
| Alberto Cova                   | Lombardia 2 - Olgiate Comasco                       | Polo delle Libertà        | FI                  |
| Rocco Crimi                    | Sicilia 2 - Messina Centro Storico                  | Polo del Buon Governo     | FI                  |
| Famiano Crucianelli            | Lazio 1                                             | PRC                       | PRC                 |
| Nicolò Antonio Cuscunà         | Campania 2                                          | AN                        | AN                  |
| Florindo D'Aimmo               | Molise                                              | PPI                       | PPI                 |
| Massimo D'Alema                | Puglia - Casarano                                   | Progressisti              | Progressisti        |
| Salvatore D'Alia               | Sicilia 2 - Milazzo                                 | Polo del Buon Governo     | CCD                 |
| Maria Simona Dalla Chiesa      | Calabria                                            | PDS                       | Progressisti        |
| Giuseppe Dallara               | Liguria - Rapallo                                   | Polo delle Libertà        | Lega Nord           |
| Franco Danieli                 | Emilia-Romagna - Modena - Sassuolo                  | Progressisti              | Progressisti (Rete) |
| Giacomo De Angelis             | Campania 2 - Maddaloni                              | Progressisti              | PRC                 |
| Lino De Benetti                | Liguria - Genova - Campomorone                      | Progressisti              | Progressisti (FdV)  |
| Giacomo de Ghislanzoni Cardoli | Lombardia 3 - Mortara                               | Polo delle Libertà        | FI                  |
| Sergio De Julio                | Calabria - Rende                                    | Progressisti              | Progressisti        |
| Giovanni De Murtas             | Sardegna - Tortolì                                  | Progressisti              | PRC                 |
| Gabriele De Rosa               | Campania 2                                          | PPI                       | PPI                 |
| Alberta De Simone              | Campania 2 - Atripalda                              | Progressisti              | Progressisti        |
| Michele Del Gaudio             | Liguria - Savona                                    | Progressisti              | Progressisti (Rete) |
| Fabrizio Del Noce              | Lazio 1 - Roma Monte Sacro                          | Polo del Buon Governo     | FI                  |
| Antonio Del Prete              | Puglia - Manduria                                   | Polo del Buon Governo     | AN                  |
| Ottaviano Del Turco            | Emilia-Romagna - San Lazzaro di Savena              | Progressisti              | Misto (PSI)         |
| Modesto Mario Della Rosa       | Lazio 2 - Cassino                                   | Polo del Buon Governo     | AN                  |
| Raffaele della Valle           | Lombardia 1 - Monza                                 | Polo delle Libertà        | FI                  |
| Salvatore Dell'Utri            | Sicilia 1 - Caltanissetta                           | Polo del Buon Governo     | AN                  |
| Paolo Devecchi                 | Lombardia 2 - Zogno                                 | Polo delle Libertà        | Lega Nord           |
| Flavio Devetag                 | Veneto 2 - Feltre                                   | Polo delle Libertà        | Lega Nord           |
| Angelo Raffaele Devicienti     | Puglia - Mesagne                                    | Polo del Buon Governo     | FI                  |
| Fabio Di Capua                 | Puglia - San Severo                                 | Progressisti              | Progressisti        |
| Giovanni Di Fonzo              | Abruzzo - Vasto                                     | Progressisti              | Progressisti        |
| Giuseppe Di Lello Finuoli      | Abruzzo - Lanciano                                  | Progressisti              | Progressisti        |
| Alberto Di Luca                | Lombardia 1 - Milano 11                             | Polo delle Libertà        | FI                  |
| Piero Di Muccio                | Lazio 1 - Roma Torre Angela                         | Polo del Buon Governo     | FI                  |
| Roberto Di Rosa                | Liguria - Genova - Sestri Ponente                   | Progressisti              | Progressisti        |
| Giovanni Di Stasi              | Molise - Termoli                                    | Progressisti              | Progressisti        |
| Lorenzo Diana                  | Campania 2 - Casal di Principe                      | Progressisti              | Progressisti        |
| Oliviero Diliberto             | Sardegna - Iglesias                                 | Progressisti              | PRC                 |
| Leonardo Domenici              | Toscana - Bagno a Ripoli                            | Progressisti              | Progressisti        |
| Francesco D'Onofrio            | Lazio 2                                             | FI                        | CCD                 |
| Martino Dorigo                 | Veneto 2 - Venezia - Mira                           | Progressisti              | PRC                 |
| Vittorio Dotti                 | Lombardia 1 - Milano 4                              | Polo delle Libertà        | FI                  |
| Gianpaolo Dozzo                | Veneto 2 - Castelfranco Veneto                      | Polo delle Libertà        | Lega Nord           |
| Eugenio Duca                   | Marche - Ancona                                     | Progressisti              | Progressisti        |
| Leopoldo Elia                  | Lazio 2                                             | PPI                       | PPI                 |
| Vittorio Emiliani              | Marche - Pesaro                                     | Progressisti              | Misto (PSI)         |
| Vincenzo Epifani               | Puglia - Francavilla Fontana                        | Polo del Buon Governo     | AN                  |
| Fabio Evangelisti              | Toscana - Massa                                     | Progressisti              | Progressisti        |
| Benito Falvo                   | Calabria - Cosenza                                  | Polo del Buon Governo     | AN                  |
| Piero Fassino                  | Liguria                                             | PDS                       | Progressisti        |
| Simonetta Faverio              | Lombardia 2                                         | LN                        | Lega Nord           |
| Giovanni Ferrante              | Marche - Ascoli Piceno                              | Progressisti              | Progressisti        |
| Mario Francesco Ferrara        | Sicilia 1                                           | FI                        | FI                  |
| Romano Filippi                 | Veneto 1 - Thiene                                   | Polo delle Libertà        | Lega Nord           |
| Gianfranco Fini                | Lazio 1 - Roma Della Vittoria                       | Polo del Buon Governo     | AN                  |
| Anna Finocchiaro               | Sicilia 2                                           | PDS                       | Progressisti        |
| Publio Fiori                   | Lazio 1 - Roma Trieste                              | Polo del Buon Governo     | AN                  |
| Enzo Flego                     | Veneto 1 - Verona Est                               | Polo delle Libertà        | Lega Nord           |
| Ilario Floresta                | Sicilia 2 - Giarre                                  | Polo del Buon Governo     | FI                  |
| Sebastiano Fogliato            | Piemonte 2                                          | LN                        | Lega Nord           |
| Antonio Fonnesu                | Sardegna - Alghero                                  | Polo del Buon Governo     | FI                  |
| Rolando Fontan                 | Trentino-Alto Adige - Pergine Valsugana             | Polo delle Libertà        | Lega Nord           |
| Giuseppe Forestiere            | Sicilia 2 - Augusta                                 | Polo del Buon Governo     | AN                  |
| Francesco Formenti             | Lombardia 1 - Seregno                               | Polo delle Libertà        | Lega Nord           |
| Roberto Formigoni              | Lombardia 1                                         | PPI                       | PPI                 |
| Enzo Fragalà                   | Sicilia 1 - Palermo - Resuttana                     | Polo del Buon Governo     | AN                  |
| Paolo Franzini Tibaldeo        | Piemonte 2 - Canelli                                | Polo delle Libertà        | Lega Nord           |
| Luciana Frosio Roncalli        | Lombardia 2 - Ponte San Pietro                      | Polo delle Libertà        | Lega Nord           |
| Ombretta Fumagalli Carulli     | Lombardia 1                                         | FI                        | CCD                 |
| Vito Fumagalli                 | Emilia-Romagna - Parma - Collecchio                 | Progressisti              | Progressisti (CS)   |
| Stefania Fuscagni              | Toscana                                             | PPI                       | PPI                 |
| Stefano Gaggioli               | Lazio 1 - Roma Prenestino-Centocelle                | Polo del Buon Governo     | AN                  |
| Paola Gaiotti De Biase         | Lazio 2                                             | PDS                       | Progressisti (CS)   |
| Giancarlo Galan                | Veneto 1                                            | FI                        | FI                  |
| Primo Galdelli                 | Marche - Jesi                                       | Progressisti              | PRC                 |
| Paolo Galletti                 | Emilia-Romagna - Bologna - San Donato               | Progressisti              | Progressisti (FdV)  |
| Giacomo Galli                  | Lombardia 3 - Cremona                               | Polo delle Libertà        | FI                  |
| Maria Galli                    | Toscana                                             | LN                        | Lega Nord           |
| Luciano Galliani               | Emilia-Romagna - Ferrara - Via Bologna              | Progressisti              | Progressisti (CS)   |
| Giuseppe Gambale               | Campania 1 - Napoli Ponticelli                      | Progressisti              | Progressisti (Rete) |
| Sergio Garavini                | Toscana - Montevarchi                               | Progressisti              | PRC                 |
| Giacomo Garra                  | Sicilia 2 - Caltagirone                             | Polo del Buon Governo     | FI                  |
| Maurizio Gasparri              | Lazio 1 - Roma - Ciampino                           | Polo del Buon Governo     | AN                  |
| Mario Gatto                    | Campania 2 - Aversa                                 | Progressisti              | Misto (PSI)         |
| Franco Gerardini               | Abruzzo - Giulianova                                | Progressisti              | Progressisti        |
| Giovenale Gerbaudo             | Piemonte 2                                          | PPI                       | PPI                 |
| Enzo Ghigo                     | Piemonte 2                                          | FI                        | FI                  |
| Francesco Ghiroldi             | Lombardia 2 - Darfo Boario Terme                    | Polo delle Libertà        | Lega Nord           |
| Luigi Giacco                   | Marche - Osimo                                      | Progressisti              | Misto (PSI)         |
| Giuseppe Giacovazzo            | Puglia                                              | PPI                       | PPI                 |
| Vasco Giannotti                | Toscana - Arezzo                                    | Progressisti              | Progressisti        |
| Michele Giardiello             | Campania 1 - Acerra                                 | Progressisti              | Progressisti        |
| Andrea Gibelli                 | Lombardia 3 - Lodi                                  | Polo delle Libertà        | Lega Nord           |
| Ludovico Maria Gilberti        | Lombardia 1 - Vimercate                             | Polo delle Libertà        | Lega Nord           |
| Carlo Giovanardi               | Emilia-Romagna                                      | FI                        | CCD                 |
| Andrea Gissi                   | Puglia - Barletta                                   | Polo del Buon Governo     | AN                  |
| Gino Giugni                    | Piemonte 1 - Torino 5                               | Progressisti              | Misto (PSI)         |
| Giuseppe Giulietti             | Umbria - Orvieto                                    | Progressisti              | PRC                 |
| Vito Gnutti                    | Lombardia 2 - Lumezzane                             | Polo delle Libertà        | Lega Nord           |
| Giuliano Godino                | Veneto 2 - Chioggia                                 | Polo delle Libertà        | FI                  |
| Silvano Gori                   | Toscana - Prato - Carmignano                        | Progressisti              | Misto (AD/SR)       |
| Domenico Gramazio              | Lazio 1 - Roma Appio-Latino                         | Polo del Buon Governo     | AN                  |
| Ennio Grassi                   | Emilia-Romagna - Rimini - Santarcangelo di Romagna  | Progressisti              | Progressisti        |
| Gaetano Grasso                 | Sicilia 2                                           | PDS                       | Progressisti        |
| Claudio Graticola              | Lombardia 1 - Corsico                               | Polo delle Libertà        | Lega Nord           |
| Giuseppe Greco                 | Campania 1 - Arzano                                 | Polo del Buon Governo     | CCD                 |
| Giovanna Grignaffini           | Emilia-Romagna - Bologna - Mazzini                  | Progressisti              | Progressisti        |
| Tullio Grimaldi                | Campania 1 - Marano di Napoli                       | Progressisti              | PRC                 |
| Mariangela Gritta Grainer      | Veneto 1                                            | PDS                       | Progressisti        |
| Roberto Grugnetti              | Lombardia 1 - Pioltello                             | Polo delle Libertà        | Lega Nord           |
| Renzo Gubert                   | Trentino-Alto Adige                                 | PPI                       | PPI                 |
| Furio Gubetti                  | Piemonte 1 - Torino 8                               | Polo delle Libertà        | Lega Nord           |
| Mauro Guerra                   | Lombardia 2                                         | PRC                       | PRC                 |
| Luciano Guerzoni               | Emilia-Romagna - Mirandola                          | Progressisti              | Progressisti (CS)   |
| Antonio Guidi                  | Marche                                              | FI                        | FI                  |
| Galileo Guidi                  | Toscana - Montecatini Terme                         | Progressisti              | Progressisti        |
| Enrico Hüllweck                | Veneto 1 - Vicenza                                  | Polo delle Libertà        | Lega Nord           |
| Carmelo Incorvaia              | Sicilia 1 - Licata                                  | Progressisti              | Progressisti (Rete) |
| Enrico Indelli                 | Campania 2                                          | Patto Segni               | Misto (Patto Segni) |
| Renzo Innocenti                | Toscana - Pistoia                                   | Progressisti              | Progressisti        |
| Giancarlo Innocenzi            | Trentino-Alto Adige                                 | FI                        | FI                  |
| Nilde Iotti                    | Marche                                              | PDS                       | Progressisti        |
| Eugenio Jannelli               | Campania 1                                          | PDS                       | Progressisti        |
| Giorgio Jannone                | Lombardia 2 - Seriate                               | Polo delle Libertà        | FI                  |
| Rosa Jervolino Russo           | Campania 1                                          | PPI                       | PPI                 |
| Pasquale La Cerra              | Campania 2 - Capua                                  | Progressisti              | Misto (AD)          |
| Saverio La Grua                | Sicilia 2 - Vittoria                                | Polo del Buon Governo     | AN                  |
| Ignazio La Russa               | Lombardia 1                                         | AN                        | AN                  |
| Francesco La Saponara          | Campania 1 - Torre Annunziata                       | Progressisti              | Progressisti        |
| Alberto La Volpe               | Abruzzo - Sulmona                                   | Progressisti              | Misto (PSI)         |
| Augusta Lagostena Bassi        | Toscana                                             | FI                        | FI                  |
| Mario Landolfi                 | Campania 2 - Sessa Aurunca                          | AN                        | AN                  |
| Lelio Lantella                 | Piemonte 1 - Torino 1                               | Polo delle Libertà        | Lega Nord           |
| Fede Latronico                 | Liguria - Imperia                                   | Polo delle Libertà        | Lega Nord           |
| Daniela Lauber                 | Lombardia 1                                         | LN                        | Lega Nord           |
| Roberto Lavagnini              | Piemonte 2 - Cossato                                | Polo delle Libertà        | FI                  |
| Giuseppe Lazzarini             | Lazio 2 - Tarquinia                                 | Polo del Buon Governo     | FI                  |
| Marcello Lazzati               | Lombardia 1 - Legnano                               | Polo delle Libertà        | Lega Nord           |
| Alberto Lembo                  | Veneto 1 - Arzignano                                | Polo delle Libertà        | Lega Nord           |
| Maria Lenti                    | Marche - Urbino                                     | Progressisti              | PRC                 |
| Lucio Leonardelli              | Veneto 2 - Portogruaro                              | Polo delle Libertà        | FI                  |
| Luca Leoni Orsenigo            | Lombardia 2 - Cantù                                 | Polo delle Libertà        | Lega Nord           |
| Giuseppe Leoni                 | Lombardia 2 - Gallarate                             | Polo delle Libertà        | Lega Nord           |
| Marianna Li Calzi              | Campania 1                                          | FI                        | FI                  |
| Antonio Lia                    | Puglia                                              | PPI                       | PPI                 |
| Silvio Liotta                  | Sicilia 1 - Partinico                               | Polo del Buon Governo     | FI                  |
| Francesco Paolo Liuzzi         | Puglia - Martina Franca                             | Polo del Buon Governo     | AN                  |
| Domenico Lo Jucco              | Lombardia 2                                         | FI                        | FI                  |
| Guido Lo Porto                 | Sicilia 1 - Palermo - Libertà                       | Polo del Buon Governo     | AN                  |
| Vittorio Lodolo D'Oria         | Lombardia 1 - Rho                                   | Polo delle Libertà        | FI                  |
| Giuseppe Lombardo              | Calabria - Locri                                    | Progressisti              | Progressisti (CS)   |
| Rosaria Lopedote Gadaleta      | Puglia                                              | PDS                       | Progressisti        |
| Maria Rita Lorenzetti          | Umbria - Foligno                                    | Progressisti              | Progressisti        |
| Raulle Lovisoni                | Friuli-Venezia Giulia - Gorizia                     | Polo delle Libertà        | Lega Nord           |
| Mimmo Lucà                     | Piemonte 1                                          | PDS                       | Progressisti (CS)   |
| Francesco Paolo Lucchese       | Sicilia 1 - Alcamo                                  | Polo del Buon Governo     | CCD                 |
| Giuseppe Lumia                 | Sicilia 1 - Termini Imerese                         | Progressisti              | Progressisti (Rete) |
| Miriam Mafai                   | Abruzzo - Pescara                                   | Progressisti              | Misto (AD)          |
| Antonio Magnabosco             | Veneto 1 - Bassano del Grappa                       | Polo delle Libertà        | Lega Nord           |
| Antonio Magri                  | Lombardia 2 - Dalmine                               | Polo delle Libertà        | Lega Nord           |
| Nicola Magrone                 | Puglia - Modugno                                    | Progressisti              | Misto (AD)          |
| Tiziana Maiolo                 | Liguria                                             | FI                        | FI                  |
| Lucio Malan                    | Piemonte 1 - Pinerolo                               | Polo delle Libertà        | Lega Nord           |
| Giancarlo Maurizio Malvestito  | Lombardia 3 - Vigevano                              | Polo delle Libertà        | Lega Nord           |
| Valerio Malvezzi               | Piemonte 2 - Acqui Terme                            | Polo delle Libertà        | Lega Nord           |
| Paolo Mammola                  | Piemonte 1 - Rivoli                                 | Polo delle Libertà        | FI                  |
| Angelo Raffaele Manca          | Sardegna - Macomer                                  | Progressisti              | Progressisti        |
| Francesco Manganelli           | Campania 1 - Nola                                   | Progressisti              | Progressisti (Rete) |
| Paola Manzini                  | Emilia-Romagna - Vignola                            | Progressisti              | Progressisti        |
| Valentino Manzoni              | Puglia - Brindisi                                   | Polo del Buon Governo     | AN                  |
| Antonio Marano                 | Lombardia 2 - Tradate                               | Polo delle Libertà        | Lega Nord           |
| Francesco Marenco              | Liguria                                             | AN                        | AN                  |
| Lucio Marengo                  | Puglia - Bari San Paolo - Stanic                    | Polo del Buon Governo     | AN                  |
| Paola Mariani                  | Marche - Civitanova Marche                          | Progressisti              | Progressisti        |
| Achille Enoc Mariano           | Puglia - Maglie                                     | Polo del Buon Governo     | AN                  |
| Marilena Marin                 | Veneto 1                                            | LN                        | Lega Nord           |
| Franco Marini                  | Abruzzo                                             | PPI                       | PPI                 |
| Giovanni Marino                | Sicilia 1 - Agrigento                               | Polo del Buon Governo     | AN                  |
| Luigi Marino                   | Campania 1 - Napoli Pianura                         | Progressisti              | PRC                 |
| Franca Marino Buccellato       | Sicilia 1                                           | AN                        | AN                  |
| Roberto Maroni                 | Lombardia 2 - Varese                                | Polo delle Libertà        | Lega Nord           |
| Ugo Martinat                   | Piemonte 1                                          | AN                        | AN                  |
| Paola Martinelli               | Emilia-Romagna - Fidenza                            | Polo delle Libertà        | FI                  |
| Piergiorgio Martinelli         | Lombardia 2 - Costa Volpino                         | Polo delle Libertà        | Lega Nord           |
| Antonio Martino                | Sicilia 2                                           | FI                        | FI                  |
| Antonio Martusciello           | Campania 1                                          | FI                        | FI                  |
| Domenico Maselli               | Toscana - Lucca                                     | Progressisti              | Progressisti (CS)   |
| Diego Masi                     | Lombardia 2                                         | Patto Segni               | Misto (Patto Segni) |
| Mario Masini                   | Lazio 1 - Marino                                    | Polo del Buon Governo     | FI                  |
| Nadia Masini                   | Emilia-Romagna - Forlì                              | Progressisti              | Progressisti        |
| Piergiorgio Massidda           | Sardegna - Cagliari - Assemini                      | Polo del Buon Governo     | FI                  |
| Mario Clemente Mastella        | Campania 2 - Sant'Agata de' Goti                    | FI - CCD - UdC - PLD      | CCD                 |
| Riccardo Mastrangeli           | Lazio 2 - Frosinone                                 | Polo del Buon Governo     | FI                  |
| Giovanni Mastrangelo           | Puglia - Putignano                                  | Polo del Buon Governo     | AN                  |
| Francesco Mastroluca           | Puglia - Manfredonia                                | Progressisti              | Progressisti        |
| Amedeo Matacena                | Calabria - Reggio Calabria - Villa San Giovanni     | Polo del Buon Governo     | FI                  |
| Cristina Matranga              | Sicilia 1 - Palermo - Zisa                          | Polo del Buon Governo     | FI                  |
| Sergio Mattarella              | Sicilia 1                                           | PPI                       | PPI                 |
| Altero Matteoli                | Toscana                                             | AN                        | AN                  |
| Vincenzo Mattina               | Campania 2 - Sala Consilina                         | Progressisti              | Misto (RS)          |
| Gianni Francesco Mattioli      | Emilia-Romagna - Rimini - Riccione                  | Progressisti              | Progressisti (FdV)  |
| Mariella Mazzetto              | Veneto 1 - Padova Centro Storico                    | Polo delle Libertà        | Lega Nord           |
| Antonio Mazzocchi              | Lazio 1 - Roma Collatino                            | Polo del Buon Governo     | AN                  |
| Antonio Mazzone                | Campania 1 - Napoli San Carlo Arena                 | Polo del Buon Governo     | AN                  |
| Carla Mazzuca Poggiolini       | Lazio 1                                             | Patto Segni               | Misto (Patto Segni) |
| Giovanni Mealli                | Lazio 1 - Roma Pietralata                           | Polo del Buon Governo     | CCD                 |
| Giovanna Melandri              | Lazio 1 - Roma Portuense                            | Progressisti              | Misto (AD)          |
| Francesco Giovanni Maria Mele  | Puglia - San Giovanni Rotondo                       | Polo del Buon Governo     | FI                  |
| Alessandro Meluzzi             | Piemonte 1 - Torino 7                               | Polo delle Libertà        | FI                  |
| Maurizio Menegon               | Veneto 2 - Venezia San Marco                        | Polo delle Libertà        | Lega Nord           |
| Roberto Menia                  | Friuli-Venezia Giulia                               | AN                        | AN                  |
| Giovanni Meo Zilio             | Veneto 2 - Vittorio Veneto                          | Polo delle Libertà        | Lega Nord           |
| Alfredo Meocci                 | Veneto 1 - Verona Ovest                             | Polo delle Libertà        | CCD                 |
| Andrea Merlotti                | Lombardia 3 (rec. coll. Suzzara)                    | LN                        | FI                  |
| Vittorio Messa                 | Lazio 1 - Guidonia Montecelio                       | Polo del Buon Governo     | AN                  |
| Gianfranco Micciché            | Sicilia 1                                           | FI                        | FI                  |
| Alberto Michelini              | Toscana                                             | Patto Segni               | Misto (FLD)         |
| Mauro Michielon                | Veneto 2 - Treviso                                  | Polo delle Libertà        | Lega Nord           |
| Valerio Mignone                | Basilicata - Lauria                                 | Progressisti              | Progressisti        |
| Pietro Milio                   | Sicilia 1                                           | Patto Segni               | Misto (Patto Segni) |
| Francesco Miroglio             | Piemonte 2 - Alba                                   | Polo delle Libertà        | Lega Nord           |
| Antonino Mirone                | Sicilia 2                                           | Patto Segni               | Misto (Patto Segni) |
| Pietro Mitolo                  | Trentino-Alto Adige - Bolzano                       | AN                        | AN                  |
| Maria Moioli Viganò            | Lombardia 2                                         | PPI                       | PPI                 |
| Daniele Molgora                | Lombardia 2 - Chiari                                | Polo delle Libertà        | Lega Nord           |
| Paolo Sandro Molinaro          | Friuli-Venezia Giulia - Codroipo                    | Polo delle Libertà        | FI                  |
| Danilo Montanari               | Veneto 1 - Legnago                                  | Polo delle Libertà        | Lega Nord           |
| Elena Montecchi                | Emilia-Romagna - Guastalla                          | Progressisti              | Progressisti        |
| Alberto Monticone              | Piemonte 1                                          | PPI                       | PPI                 |
| Antonio Mormone                | Campania 1 - Gragnano                               | Polo del Buon Governo     | AN                  |
| Rosanna Moroni                 | Toscana - Capannori                                 | Progressisti              | PRC                 |
| Stefano Morselli               | Emilia-Romagna                                      | AN                        | AN                  |
| Luigi Muratori                 | Lazio 1 - Roma Ostiense                             | Polo del Buon Governo     | FI                  |
| Fabio Mussi                    | Toscana - Piombino                                  | Progressisti              | Progressisti        |
| Alessandra Mussolini           | Campania 1 - Napoli - Ischia                        | Polo del Buon Governo     | AN                  |
| Toti Musumeci                  | Piemonte 1 - Moncalieri                             | Polo delle Libertà        | CCD                 |
| Angelo Muzio                   | Piemonte 2                                          | PRC                       | PRC                 |
| Enrico Nan                     | Liguria - Albenga                                   | Polo delle Libertà        | FI (UdC)            |
| Domenico Nania                 | Sicilia 2 - Barcellona Pozzo di Gotto               | Polo del Buon Governo     | AN                  |
| Angela Napoli                  | Calabria - Palmi                                    | Polo del Buon Governo     | AN                  |
| Giorgio Napolitano             | Campania 1 - Napoli Fuorigrotta                     | Progressisti              | Progressisti        |
| Gianfranco Nappi               | Campania 1 - Pomigliano d'Arco                      | Progressisti              | PRC                 |
| Maria Celeste Nardini          | Puglia                                              | PRC                       | PRC                 |
| Carmine Nardone                | Campania 2                                          | PDS                       | Progressisti        |
| Ottavio Navarra                | Sicilia 1                                           | PDS                       | Progressisti        |
| Luigi Negri                    | Lombardia 1 - Milano 2                              | Polo delle Libertà        | Lega Nord           |
| Magda Negri                    | Piemonte 1                                          | PDS                       | Progressisti        |
| Sebastiano Neri                | Sicilia 2 - Paternò                                 | Polo del Buon Governo     | AN                  |
| Vincenzo Nespoli               | Campania 1 - Afragola                               | Polo del Buon Governo     | AN                  |
| Gualberto Niccolini            | Friuli-Venezia Giulia - Trieste Centro              | Polo delle Libertà        | Lega Nord           |
| Luigi Nocera                   | Campania 2                                          | FI                        | CCD                 |
| Diego Novelli                  | Piemonte 1 - Torino 2                               | Progressisti              | Progressisti (Rete) |
| Emiddio Novi                   | Campania 1                                          | FI                        | FI                  |
| Giampaolo Nuvoli               | Sardegna - Porto Torres                             | Polo del Buon Governo     | FI                  |
| Paolo Oberti                   | Lombardia 2 - Morbegno                              | Polo delle Libertà        | FI                  |
| Achille Occhetto               | Emilia-Romagna - Bologna - Borgo Panigale           | Progressisti              | Progressisti        |
| Paolo Odorizzi                 | Trentino-Alto Adige - Lavis                         | Polo delle Libertà        | FI                  |
| Gerardo Mario Oliverio         | Calabria - Rossano                                  | Progressisti              | Progressisti        |
| Gaetano Olivieri               | Puglia - Trani                                      | Polo del Buon Governo     | AN                  |
| Rosario Olivo                  | Calabria - Isola di Capo Rizzuto                    | Progressisti              | Misto (PSI)         |
| Giovanni Ongaro                | Lombardia 2 - Albino                                | Polo delle Libertà        | Lega Nord           |
| Francesco Onnis                | Sardegna - Serramanna                               | Polo del Buon Governo     | AN                  |
| Gabriele Ostinelli             | Lombardia 2 - Como                                  | Polo delle Libertà        | Lega Nord           |
| Eugenio Ozza                   | Puglia - Tricase                                    | Polo del Buon Governo     | AN                  |
| Donato Pace                    | Basilicata - Melfi                                  | Progressisti              | Misto (PSI)         |
| Giovanni Pace                  | Abruzzo - Chieti                                    | AN                        | AN                  |
| Santino Pagano                 | Sicilia 2 - Messina Mata e Grifone                  | Polo del Buon Governo     | CCD                 |
| Roberto Paggini                | Toscana - Livorno - Collesalvetti                   | Progressisti              | Misto (AD/SR)       |
| Mauro Paissan                  | Toscana - Pisa                                      | Progressisti              | Progressisti (FdV)  |
| Pierangelo Paleari             | Lombardia 1 - Sesto San Giovanni                    | Polo delle Libertà        | FI                  |
| Giuseppe Palumbo               | Sicilia 2 - Catania Picanello                       | Polo del Buon Governo     | FI                  |
| Fedele Pampo                   | Puglia - Nardò                                      | Polo del Buon Governo     | AN                  |
| Benito Paolone                 | Sicilia 2 - Catania Cardinale                       | Polo del Buon Governo     | AN                  |
| Corrado Paoloni                | Abruzzo - Avezzano                                  | Progressisti              | Progressisti        |
| Nicola Parenti                 | Lazio 2 - Viterbo                                   | Polo del Buon Governo     | AN                  |
| Tiziana Parenti                | Lombardia 3 - Mantova                               | Polo delle Libertà        | FI                  |
| Francesco Parisi               | Sicilia 2                                           | PPI                       | PPI                 |
| Antonio Parlato                | Campania 1 - Napoli San Lorenzo                     | Polo del Buon Governo     | AN                  |
| Nicola Pasetto                 | Veneto 1                                            | AN                        | AN                  |
| Antonio Domenico Pasinato      | Veneto 1 - Dueville                                 | Polo delle Libertà        | CCD                 |
| Carmine Santo Patarino         | Puglia - Massafra                                   | Polo del Buon Governo     | AN                  |
| Alfonso Pecoraro Scanio        | Campania 1 - Napoli Arenella                        | Progressisti              | Progressisti (FdV)  |
| Laura Maria Pennacchi          | Emilia-Romagna                                      | PDS                       | Progressisti        |
| Mario Pepe                     | Campania 2 - Ariano Irpino                          | Patto per l'Italia        | PPI                 |
| Corrado Peraboni               | Lombardia 1 - Cologno Monzese                       | Polo delle Libertà        | Lega Nord           |
| Claudio Percivalle             | Piemonte 2 - Casale Monferrato                      | Polo delle Libertà        | Lega Nord           |
| Riccardo Perale                | Veneto 1 - Albignasego                              | Polo delle Libertà        | FI                  |
| Ettore Peretti                 | Veneto 1 - Bussolengo                               | Polo delle Libertà        | CCD                 |
| Giuseppe Pericu                | Liguria - Genova - Parenzo                          | Progressisti              | Misto (PSI)         |
| Fabio Perinei                  | Puglia - Altamura                                   | Progressisti              | Progressisti        |
| Sante Perticaro                | Veneto 2 - Mirano                                   | Polo delle Libertà        | CCD                 |
| Giuseppe Petrelli              | Puglia - Monopoli                                   | Polo del Buon Governo     | AN                  |
| Pierluigi Petrini              | Emilia-Romagna - Piacenza                           | Polo delle Libertà        | Lega Nord           |
| Antonio Pezzella               | Campania 1 - Casoria                                | Polo del Buon Governo     | AN                  |
| Mario Pezzoli                  | Veneto 2                                            | AN                        | AN                  |
| Marco Pezzoni                  | Lombardia 3                                         | PDS                       | Progressisti        |
| Cesare Piacentino              | Sicilia 1 - Bagheria                                | Polo del Buon Governo     | CCD                 |
| Giovanni Pilo                  | Lombardia 2 - Treviglio                             | Polo delle Libertà        | FI                  |
| Maria Gabriella Pinto          | Sardegna - Carbonia                                 | Polo del Buon Governo     | FI                  |
| Roberto Pinza                  | Emilia-Romagna                                      | PPI                       | PPI                 |
| Beppe Pisanu                   | Sardegna                                            | FI                        | FI                  |
| Gabriella Pistone              | Lazio 1                                             | PRC                       | PRC                 |
| Mario Pitzalis                 | Puglia - Bari - Mola di Bari                        | Polo del Buon Governo     | AN                  |
| Antonio Piva                   | Veneto 1 - Villafrnaca di Verona                    | Polo delle Libertà        | FI                  |
| Irene Pivetti                  | Lombardia 1 - Milano 10                             | Polo delle Libertà        | Lega Nord           |
| Roberta Pizzicara              | Lombardia 2                                         | LN                        | Lega Nord           |
| Stefano Podestà                | Lombardia 1 - Milano 7                              | Polo delle Libertà        | FI                  |
| Paolo Polenta                  | Marche                                              | PPI                       | PPI                 |
| Adriana Poli Bortone           | Puglia - Lecce                                      | Polo del Buon Governo     | AN                  |
| Mauro Polli                    | Piemonte 2 - Verbania                               | Polo delle Libertà        | Lega Nord           |
| Luigi Porcari                  | Basilicata - Matera                                 | Progressisti              | Misto (PSI)         |
| Carmelo Porcu                  | Sardegna - Sassari                                  | Polo del Buon Governo     | AN                  |
| Maurizio Porta                 | Lombardia 1 - Limbiate                              | Polo delle Libertà        | Lega Nord           |
| Elisa Pozza Tasca              | Veneto 1                                            | Patto Segni               | Misto (Patto Segni) |
| Stefania Prestigiacomo         | Sicilia 2                                           | FI                        | FI                  |
| Annamaria Procacci             | Campania 1 - Torre del Greco                        | Progressisti              | Progressisti (FdV)  |
| Fiorello Provera               | Lombardia 2 - Sondrio                               | Polo delle Libertà        | Lega Nord           |
| Serafino Pulcini               | Abruzzo - Teramo                                    | Progressisti              | Misto (AD)          |
| Paolo Raffaelli                | Umbria - Terni                                      | Progressisti              | Progressisti        |
| Michele Rallo                  | Sicilia 1 - Trapani                                 | Polo del Buon Governo     | AN                  |
| Umberto Ranieri                | Campania 1 - Napoli Secondigliano                   | Progressisti              | Progressisti        |
| Antonio Rastrelli              | Campania 1 - Napoli Vomero                          | Polo del Buon Governo     | AN                  |
| Gianfranco Rastrelli           | Toscana                                             | PDS                       | Progressisti        |
| Enzo Ravetta                   | Lombardia 3 - Pavia                                 | Polo delle Libertà        | Lega Nord           |
| Italo Aldo Reale               | Calabria - Lamezia Terme                            | Progressisti              | Progressisti (FdV)  |
| Aldo Rebecchi                  | Lombardia 1                                         | PDS                       | Progressisti        |
| Eugenio Riccio                 | Molise - Isernia                                    | Polo del Buon Governo     | AN                  |
| Alfonsina Rinaldi              | Emilia-Romagna - Modena Centro                      | Progressisti              | Progressisti        |
| Nicola Rivelli                 | Campania 1                                          | AN                        | AN                  |
| Giovanni Rivera                | Puglia                                              | Patto Segni               | Misto (Patto Segni) |
| Antonietta Rizza               | Sicilia 1                                           | PDS                       | Progressisti        |
| Antonio Rizzo                  | Campania 2                                          | AN                        | AN                  |
| Marco Rizzo                    | Piemonte 1 - Torino 3                               | Progressisti              | PRC                 |
| Franco Rocchetta               | Veneto 2 - Conegliano                               | Polo delle Libertà        | Lega Nord           |
| Flavio Rodeghiero              | Veneto 1 - Cittadella                               | Polo delle Libertà        | Lega Nord           |
| Marco Romanello                | Lombardia 2 - Erba                                  | Polo delle Libertà        | Lega Nord           |
| Paolo Romani                   | Lombardia 1 - Cinisello Balsamo                     | Polo delle Libertà        | FI                  |
| Roberto Ronchi                 | Lombardia 1 - Milano 9                              | Polo delle Libertà        | Lega Nord           |
| Daniele Roscia                 | Lombardia 2 - Rezzato                               | Polo delle Libertà        | Lega Nord           |
| Guglielmo Rositani             | Lazio 2 - Rieti                                     | Polo del Buon Governo     | AN                  |
| Giuseppe Rossetto              | Lombardia 1 - Busto Garolfo                         | Polo delle Libertà        | Lega Nord           |
| Luigi Rossi                    | Lombardia 1 - Milano 6                              | Polo delle Libertà        | Lega Nord           |
| Oreste Rossi                   | Piemonte 2 - Alessandria                            | Polo delle Libertà        | Lega Nord           |
| Roberto Rosso                  | Piemonte 2 - Vercelli                               | Polo delle Libertà        | FI                  |
| Gianfranco Rotondi             | Campania 2 - Avellino                               | Patto per l'Italia        | PPI                 |
| Antonio Rotundo                | Puglia - Galatina                                   | Progressisti              | Progressisti        |
| Alessandro Rubino              | Lombardia 1 - Melzo                                 | Polo delle Libertà        | FI                  |
| Elvio Ruffino                  | Friuli-Venezia Giulia                               | PDS                       | Progressisti        |
| Fabrizio Sacerdoti             | Lazio 1 - Roma Val Melaina                          | Polo del Buon Governo     | CCD                 |
| Antonio Saia                   | Abruzzo - Montesilvano                              | Progressisti              | PRC                 |
| Isaia Sales                    | Campania 2 - Scafati                                | Progressisti              | Progressisti        |
| Pier Corrado Salino            | Piemonte 1 - Ivrea                                  | Polo delle Libertà        | Lega Nord           |
| Tomasa Salvo                   | Sicilia 2                                           | AN                        | AN                  |
| Riccardo Sandrone              | Piemonte 1 - Nichelino                              | Polo delle Libertà        | Lega Nord           |
| Angelo Sanza                   | Basilicata                                          | PPI                       | PPI                 |
| Luigi Saraceni                 | Calabria - Castrovillari                            | Progressisti              | Progressisti        |
| Marco Sartori                  | Lombardia 2 - Busto Arsizio                         | Polo delle Libertà        | Lega Nord           |
| Enzo Savarese                  | Lazio 1 - Roma Tomba di Nerone                      | Polo del Buon Governo     | FI (UdC)            |
| Luciana Sbarbati               | Marche - Senigallia                                 | Progressisti              | Misto (AD/SR)       |
| Massimo Scalia                 | Lazio 1 - Roma Prenestino-Labicano                  | Progressisti              | Progressisti (FdV)  |
| Giuseppe Scalisi               | Sicilia 2 - Taormina                                | Polo del Buon Governo     | AN                  |
| Gian Piero Scanu               | Sardegna - Olbia                                    | Patto per l'Italia        | PPI                 |
| Paolo Scarpa Bonazza Buora     | Veneto 2                                            | FI                        | FI                  |
| Felice Scermino                | Campania 2 - Cava de' Tirreni                       | Progressisti              | Progressisti        |
| Ferdinando Schettino           | Campania 2 - Mirabella Eclano                       | Progressisti              | Misto (AD)          |
| Roberto Sciacca                | Lazio 1                                             | PRC                       | PRC                 |
| Maretta Scoca                  | Campania 2                                          | FI                        | CCD                 |
| Giuseppe Scotto Di Luzio       | Campania 1 - Pozzuoli                               | Progressisti              | PRC                 |
| Giuseppe Scozzari              | Sicilia 1 - Canicattì                               | Progressisti              | Progressisti (Rete) |
| Mariotto Segni                 | Sardegna                                            | Patto Segni               | Misto (Patto Segni) |
| Gustavo Selva                  | Lazio 1 - Roma Tuscolano                            | Polo del Buon Governo     | AN                  |
| Anna Maria Serafini            | Toscana                                             | PDS                       | Progressisti        |
| Giuseppina Servodio            | Puglia                                              | PPI                       | PPI                 |
| Gino Settimi                   | Lazio 1 - Velletri                                  | Progressisti              | Progressisti        |
| Vittorio Sgarbi                | Calabria                                            | FI                        | FI                  |
| Giuseppe Siciliani             | Calabria                                            | Patto Segni               | Misto (FLD)         |
| Luigi Sidoti                   | Sicilia 2 - Catania - Misterbianco                  | Polo del Buon Governo     | AN                  |
| Stefano Signorini              | Veneto 1 - San Giovanni Lupatoto                    | Polo delle Libertà        | Lega Nord           |
| Attilio Sigona                 | Sicilia 2 - Modica                                  | Polo del Buon Governo     | FI                  |
| Alberto Simeone                | Campania 2 - Benevento                              | AN                        | AN                  |
| Vincenzo Simonelli             | Campania 2 - Santa Maria Capua Vetere               | AN                        | AN                  |
| Giancarlo Sitra                | Calabria - Crotone                                  | Progressisti              | Progressisti        |
| Antonio Soda                   | Emilia-Romagna - Reggio Emilia                      | Progressisti              | Progressisti        |
| Bruno Solaroli                 | Emilia-Romagna - Imola                              | Progressisti              | Progressisti        |
| Mario Soldani                  | Lazio 1                                             | Patto Segni               | Misto (Patto Segni) |
| Giuseppe Soriero               | Calabria - Soverato                                 | Progressisti              | Progressisti        |
| Antonello Soro                 | Sardegna                                            | PPI                       | PPI                 |
| Nino Sospiri                   | Abruzzo                                             | AN                        | AN                  |
| Onofrio Spagnoletti Zeuli      | Puglia - Andria                                     | Polo del Buon Governo     | AN                  |
| Salvatore Sparacino            | Sicilia 1 - Cefalù                                  | Polo del Buon Governo     | FI                  |
| Valdo Spini                    | Toscana - Firenze 3                                 | Progressisti              | Misto (PSI)         |
| Ernesto Stajano                | Campania 1                                          | Patto Segni               | Misto (FLD)         |
| Carla Stampacchia              | Lombardia 1                                         | PDS                       | Progressisti        |
| Rosa Stanisci                  | Puglia                                              | PDS                       | Progressisti        |
| Carlo Sticotti                 | Friuli-Venezia Giulia - Gemona del Friuli           | Polo delle Libertà        | Lega Nord           |
| Francesco Storace              | Lazio 1 - Roma Trionfale                            | Polo del Buon Governo     | AN                  |
| Michele Stornello              | Sicilia 2 - Siracusa                                | Polo del Buon Governo     | FI                  |
| Lorenzo Strik Lievers          | Lombardia 3 - Soresina                              | Polo delle Libertà        | FI (PR)             |
| Francesco Stroili              | Friuli-Venezia Giulia - Cividale del Friuli         | Polo delle Libertà        | Lega Nord           |
| Alvaro Superchi                | Lombardia 2                                         | PDS                       | Progressisti        |
| Paolo Emilio Taddei            | Sardegna - Oristano                                 | Polo del Buon Governo     | FI                  |
| Paolo Tagini                   | Piemonte 2 - Asti                                   | Polo delle Libertà        | Lega Nord           |
| Sergio Tanzarella              | Campania 2 - Caserta                                | Progressisti              | Progressisti (CS)   |
| Flavio Tanzilli                | Lazio 2 - Sora                                      | Polo del Buon Governo     | CCD                 |
| Marco Taradash                 | Lombardia 1 - San Giuliano Milanese                 | Polo delle Libertà        | FI (PR)             |
| Vittorio Tarditi               | Piemonte 2 - Trecate                                | Polo delle Libertà        | FI                  |
| Teodoro Stefano Tascone        | Campania 2 - Battipaglia                            | AN                        | AN                  |
| Giuseppe Tatarella             | Puglia - Bari Libertà - Marconi                     | Polo del Buon Governo     | AN                  |
| Flavio Tattarini               | Toscana - Massa Marittima                           | Progressisti              | Progressisti        |
| Giuseppe Taurino               | Puglia - Squinzano                                  | Progressisti              | Progressisti        |
| Adriano Teso                   | Lombardia 1 - Milano 3                              | Polo delle Libertà        | FI (PLD)            |
| Oreste Tofani                  | Lazio 2 - Alatri                                    | Polo del Buon Governo     | AN                  |
| Vanni Tonizzo                  | Veneto 1 - Rovigo                                   | Polo delle Libertà        | Lega Nord           |
| Vincenzo Torre                 | Campania 1 - Portici                                | Progressisti              | Misto (AD)          |
| Roberto Tortoli                | Abruzzo                                             | FI                        | FI                  |
| Enzo Trantino                  | Sicilia 2 - Gravina di Catania                      | Polo del Buon Governo     | AN                  |
| Nicola Trapani                 | Sicilia 1 - Marsala                                 | Polo del Buon Governo     | FI                  |
| Mirko Tremaglia                | Lombardia 2                                         | AN                        | AN                  |
| Giulio Tremonti                | Lombardia 1                                         | Patto Segni               | Misto (FLD)         |
| Sandro Trevisanato             | Veneto 2 - Venezia - Mestre                         | Polo delle Libertà        | FI                  |
| Flavio Trinca                  | Veneto 2 - Montebelluna                             | Polo delle Libertà        | CCD                 |
| Paolo Tringali                 | Sicilia 2 - Acireale                                | Polo del Buon Governo     | AN                  |
| Aldo Trione                    | Campania 2 - Nocera Inferiore                       | Progressisti              | Progressisti        |
| Lanfranco Turci                | Emilia-Romagna                                      | PDS                       | Progressisti        |
| Livia Turco                    | Piemonte 2                                          | PDS                       | Progressisti        |
| Sauro Turroni                  | Emilia-Romagna - Carpi                              | Progressisti              | Progressisti (FdV)  |
| Palmiro Ucchielli              | Marche - Fano                                       | Progressisti              | Progressisti        |
| Denis Ugolini                  | Emilia-Romagna - Savignano sul Rubicone             | Progressisti              | Misto (AD/SR)       |
| Giuliano Urbani                | Lombardia 2                                         | FI                        | FI                  |
| Adolfo Urso                    | Lazio 1 - Roma Primavalle                           | Polo del Buon Governo     | AN                  |
| Carlo Usiglio                  | Lombardia 1 - Paderno Dugnano                       | Polo delle Libertà        | FI (PLD)            |
| Mario Valducci                 | Lombardia 1                                         | FI                        | FI                  |
| Raffaele Valensise             | Calabria                                            | AN                        | AN                  |
| Franca Valenti                 | Lombardia 1 - Abbiategrasso                         | Polo delle Libertà        | Lega Nord           |
| Antonio Valiante               | Campania 2 - Vallo della Lucania                    | Patto per l'Italia        | PPI                 |
| Tiziana Valpiana               | Veneto 1                                            | PRC                       | PRC                 |
| Mauro Vannoni                  | Toscana - Prato - Montemurlo                        | Progressisti              | Progressisti        |
| Antonietta Vascon              | Friuli-Venezia Giulia - Trieste - Muggia            | Polo delle Libertà        | FI                  |
| Walter Veltroni                | Umbria - Gubbio                                     | Progressisti              | Progressisti        |
| Nichi Vendola                  | Puglia - Bitonto                                    | Progressisti              | PRC                 |
| Mario Venezia                  | Basilicata                                          | AN                        | AN                  |
| Sonia Viale                    | Liguria - Sanremo                                   | Polo delle Libertà        | Lega Nord           |
| Giorgio Vido                   | Veneto 1 - Este                                     | Polo delle Libertà        | Lega Nord           |
| Michele Giuseppe Vietti        | Piemonte 1 - Chivasso                               | Polo delle Libertà        | CCD                 |
| Paolo Vigevano                 | Lombardia 2 - Saronno                               | Polo delle Libertà        | FI (PR)             |
| Adriano Vignali                | Emilia-Romagna - Scandiano                          | Progressisti              | PRC                 |
| Adriana Vigneri                | Veneto 2                                            | PDS                       | Progressisti        |
| Fabrizio Vigni                 | Toscana - Siena                                     | Progressisti              | Progressisti        |
| Luciano Violante               | Piemonte 1 - Collegno                               | Progressisti              | Progressisti        |
| Davide Visani                  | Emilia-Romagna - Ravenna - Lugo di Romagna          | Progressisti              | Progressisti        |
| Vincenzo Visco                 | Lazio 1                                             | PDS                       | Progressisti        |
| Elio Vito                      | Lombardia 1 - Bollate                               | Polo delle Libertà        | FI (PR)             |
| Vincenzo Viviani               | Toscana - Grosseto                                  | Progressisti              | Progressisti        |
| Francesco Voccoli              | Puglia                                              | PRC                       | PRC                 |
| Salvatore Vozza                | Campania 1 - Castellammare di Stabia                | Progressisti              | Progressisti        |
| Johann Georg Widmann           | Trentino-Alto Adige - Bressanone                    | SVP                       | Misto/ML            |
| Vincenzo Zaccheo               | Lazio 2 - Latina                                    | Polo del Buon Governo     | AN                  |
| Marco Zacchera                 | Piemonte 2                                          | AN                        | AN                  |
| Alfredo Zagatti                | Emilia-Romagna - Comacchio                          | Progressisti              | Progressisti        |
| Mauro Zani                     | Emilia-Romagna - San Giovanni in Persiceto          | Progressisti              | Progressisti        |
| Karl Zeller                    | Trentino-Alto Adige - Merano                        | SVP                       | Misto/ML            |
| Giovanni Zen                   | Veneto 1                                            | PPI                       | PPI                 |
| Emilio Zenoni                  | Piemonte 2 - Borgomanero                            | Polo delle Libertà        | Lega Nord           |
| Angiola Zilli                  | Emilia-Romagna                                      | LN                        | Lega Nord           |
| Luigi Zocchi                   | Lombardia 2 - Luino                                 | Polo delle Libertà        | Lega Nord           |

## Modifiche intervenute

### Modifiche intervenute nella composizione della Camera
| Uscente             | Lista                 | Subentrante          | Lista                    | Circoscrizione/collegio                    | Causa      | Data cessazione | Data subentro |
| ------------------- | --------------------- | -------------------- | ------------------------ | ------------------------------------------ | ---------- | --------------- | ------------- |
| Maria Galli         | LN                    | Riccardo Fragassi    | LN                       | Toscana                                    | Dimissioni | 21.06.1994      | 22.06.1994    |
| Angiola Zilli       | LN                    | Fabio Dosi           | LN                       | Emilia-Romagna                             | Dimissioni | 30.06.1994      | 30.06.1994    |
| Emma Bonino         | Polo delle Libertà    | Giovanni Saonara     | Federalismo e Democrazia | Veneto 1 - Padova - Selvazzano Dentro      | Dimissioni | 24.01.1995      | 11.04.1995    |
| Davide Visani       | Progressisti          | Elsa Signorino       | Progressisti             | Emilia Romagna - Ravenna - Lugo di Romagna | Decesso    | 27.02.1995      | 16.05.1995    |
| Giancarlo Galan     | FI                    | Ombretta Colli       | FI                       | Veneto 1                                   | Dimissioni | 22.06.1995      | 22.06.1995    |
| Roberto Formigoni   | PPI                   | Patrizia Toia        | PPI                      | Lombardia 1                                | Dimissioni | 27.06.1995      | 29.06.1995    |
| Enzo Ghigo          | FI                    | → Ombretta Colli     | FI                       | Piemonte 2                                 | Dimissioni | 13.07.1995      | 13.07.1995    |
| → Ombretta Colli    | FI                    | Sergio Travaglia     | FI                       | Veneto 1                                   | Opzione    | 13.07.1995      | 13.07.1995    |
| Antonio Rastrelli   | Polo del Buon Governo | Vincenzo Siniscalchi | Con Napoli               | Campania - Napoli Vomero                   | Dimissioni | 15.06.1995      | 25.10.1995    |
| Paolo Agostinacchio | Polo del Buon Governo | Antonio Pepe         | Polo per le Libertà      | Puglia - Foggia                            | Dimissioni | 18.10.1995      | 17.01.1996    |
| Gaetano Olivieri    | Polo del Buon Governo | –                    | –                        | Puglia - Trani                             | Decesso    | 26.11.1995      | –             |
| Claudio Percivalle  | Polo delle Libertà    | –                    | –                        | Piemonte 2 - Casale Monferrato             | Decesso    | 28.04.1996      | –             |

### Modifiche intervenute nella composizione dei gruppi

#### Progressisti - Federativo
- Ad inizio legislatura aderiscono i 114 esponenti del Partito Democratico della Sinistra, gli 11 della Federazione dei Verdi, gli 8 de La Rete, gli 8 dei Cristiano Sociali, Felice Scermino e Sergio De Julio, provenienti da Alleanza Democratica.
- In data 4 maggio 1994 aderiscono al gruppo Miriam Mafai, Giovanna Melandri, Ferdinando Schettino, Pasquale La Cerra e Nicola Magrone, provenienti da Alleanza Democratica.[2]
- In data 5 maggio 1994 aderiscono al gruppo Valdo Spini, Giuseppe Albertini, Ottaviano Del Turco, Alberto La Volpe, Donato Pace, Gino Giugni, Mario Gatto, Rosario Olivo, Luigi Porcari, Enrico Boselli, Carlo Carli, Luigi Giacco, Vittorio Emiliani e Giuseppe Pericu, provenienti dal Partito Socialista Italiano; Magda Cornacchione Milella, dal PSDI; Vincenzo Mattina, da Rinascita Socialista.[3]
- In data 14 giugno 1994 aderiscono al gruppo Ferdinando Adornato, Serafino Pulcini e Vincenzo Torre, provenienti da Alleanza Democratica.
- In data 21 febbraio 1995 lasciano il gruppo Giuseppe Albertini, Enrico Boselli, Ottaviano Del Turco, Gino Giugni e Alberto La Volpe, che aderiscono a I Democratici.
- In data 22 marzo 1995 aderisce al gruppo Giuseppe Giulietti, proveniente da Rifondazione Comunista.
- In data 10 gennaio 1996 aderisce al gruppo Stefano Podestà, proveniente dal gruppo misto.
- In data 2 febbraio 1996 aderiscono al gruppo Riccardo Fragassi e Vincenzo Siniscalchi, provenienti dal gruppo misto.
- In data 13 marzo 1996 lascia il gruppo Stefano Podestà, che aderisce al gruppo misto.
- In data 27 marzo 1996 lascia il gruppo Ferdinando Schettino, che aderisce al gruppo misto.

#### Lega Nord
- In data 19 maggio 1994 lascia il gruppo Sergio Castellaneta, che aderisce al gruppo misto.
- In data 8 settembre 1994 lascia il gruppo Vittorio Aliprandi, che aderisce al gruppo misto.
- In data 30 settembre 1994 lascia il gruppo Marilena Marin, che aderisce al gruppo misto.
- In data 20 ottobre 1994 lascia il gruppo Pier Corrado Salino, che aderisce al gruppo misto.
- In data 21 ottobre 1994 lasciano il gruppo Luca Basso, Furio Gubetti, Lelio Lantella, Lucio Malan, e Riccardo Sandrone, che aderiscono al gruppo misto.
- In data 19 dicembre 1994 lasciano il gruppo Mauro Bonato, Cristoforo Canavese, Giuseppe Lorenzo Dallara e Franco Rocchetta, che aderiscono ai Federalisti e Liberaldemocratici.
- In data 30 dicembre 1994 lascia il gruppo Raulle Lovisoni, che aderisce al Centro Cristiano Democratico.
- In data 11 gennaio 1995 lasciano il gruppo Alida Benetto Ravetto, Luisella Cavallini, Fede Latronico e Gualberto Niccolini, che aderiscono ai Federalisti e Liberaldemocratici.
- In data 23 gennaio 1995 lascia il gruppo Salvatore Bellomi, che aderisce ai Federalisti e Liberaldemocratici.
- In data 23 gennaio 1995 lascia il gruppo Danilo Montanari, che aderisce al Centro Cristiano Democratico.
- In data 15 febbraio 1995 lasciano il gruppo Stefano Aimone Prina, Luca Azzano Cantarutti, Emanuele Basile, Diana Battaggia, Flavio Giovanni Caselli, Vincenzo Ciruzzi, Flavio Devetag, Romano Filippi, Riccardo Fragassi, Enrico Hüllweck, Marcello Lazzati, Francesco Miroglio, Luigi Negri, Roberta Pizzicara, Mauro Polli, Marco Romanello, Giuseppe Rossetto, Franca Valenti, Giorgio Vido e Luigi Zocchi, che aderiscono alla Lega Italiana Federalista.
- In data 29 giugno 1995 lascia il gruppo Elisabetta Bertotti, che aderisce al gruppo misto.
- In data 13 marzo 1996 lascia il gruppo Roberto Asquini, che aderisce al gruppo misto.
- In data 27 marzo 1996 lasciano il gruppo Maurizio Menegon, Corrado Peraboni, Pierluigi Petrini, che aderiscono al gruppo misto.

#### Forza Italia
- In data 1º giugno 1994 lascia il gruppo Vittorio Sgarbi, che aderisce al gruppo misto.
- In data 19 dicembre 1994 lasciano il gruppo Raffaele Costa, Angelo Raffaele Devicienti, Paolo Mammola e Paolo Emilio Taddei, che aderiscono ai Federalisti e Liberaldemocratici.
- In data 16 dicembre 1994 aderisce al gruppo Paolo Becchetti, proveniente dal Centro Cristiano Democratico.
- In data 11 aprile 1995 aderiscono al gruppo Angelo Raffaele Devicienti e Paolo Mammola, provenienti dai Federalisti e Liberaldemocratici.
- In data 18 maggio 1995 lascia il gruppo Augusta Lagostena Bassi, che aderisce ai Federalisti e Liberaldemocratici.
- In data 6 luglio 1995 aderisce al gruppo Furio Gubetti, proveniente dai Federalisti e Liberaldemocratici.
- In data 3 agosto 1995 lascia il gruppo Stefano Podestà, che aderisce al gruppo misto.
- In data 22 settembre 1995 aderisce al gruppo Cristoforo Canavese, proveniente dai Federalisti e Liberaldemocratici.
- In data 28 settembre 1995 aderisce al gruppo Giuseppe Lorenzo Dallara, proveniente dai Federalisti e Liberaldemocratici.

#### Alleanza Nazionale
- In data 31 gennaio 1995 lascia il gruppo Modesto Mario Della Rosa, che aderisce al gruppo misto.
- In data 1º agosto 1995 aderisce al gruppo Franco Rocchetta, proveniente dai Federalisti e Liberaldemocratici.
- In data 27 marzo 1996 lascia il gruppo Cesare Cefaratti, che aderisce al gruppo misto.
- In data 18 aprile 1996 lascia il gruppo Teodoro Stefano Tascone, che aderisce al gruppo misto.

#### Rifondazione Comunista - Progressisti
- In data 22 marzo 1995 lascia il gruppo Giuseppe Giulietti, che aderisce ai Progressisti - Federativo.
- In data 20 giugno 1995 lasciano il gruppo Angelo Altea, Valter Bielli, Giuliano Boffardi, Marida Bolognesi, Francesco Calvanese, Rita Commisso, Famiano Crucianelli, Martino Dorigo, Sergio Garavini, Mauro Guerra, Gianfranco Nappi, Roberto Sciacca, Giuseppe Scotto Di Luzio, Adriano Vignali, che costituiscono la componente dei Comunisti Unitari all'interno del gruppo misto.

#### Partito Popolare Italiano
- In data 4 luglio 1995 lasciano il gruppo Rocco Buttiglione, Stefania Fuscagni, Renzo Gubert, Mariolina Moioli, Gianfranco Rotondi e Angelo Sanza, che aderiscono al Centro Cristiano Democratico.

#### Centro Cristiano Democratico
- In data 16 dicembre 1994 lascia il gruppo Paolo Becchetti, che aderisce a Forza Italia.
- In data 30 dicembre 1994 aderisce al gruppo Raulle Lovisoni, proveniente dalla Lega Nord.
- In data 23 gennaio 1995 aderisce al gruppo Danilo Montanari, proveniente dalla Lega Nord.
- In data 4 luglio 1995 aderiscono al gruppo Rocco Buttiglione, Stefania Fuscagni, Renzo Gubert, Mariolina Moioli, Gianfranco Rotondi e Angelo Sanza, provenienti dal Partito Popolare Italiano.
- In data 29 dicembre 1995 aderiscono al gruppo Luca Azzano Cantarutti, Diana Battaggia, Flavio Giovanni Caselli, Flavio Devetag, Enrico Hüllweck e Roberta Pizzicara, provenienti dai Federalisti e Liberaldemocratici.
- In data 21 febbraio 1996 aderiscono al gruppo Salvatore Bellomi e Mauro Bonato, provenienti dai Federalisti e Liberaldemocratici.

#### Federalisti e Liberaldemocratici
- In data 19 dicembre 1994 si costituisce come gruppo a seguito dell'adesione di Raffaele Costa, Angelo Raffaele Devicienti, Paolo Mammola, Giuseppe Lazzarini e Paolo Emilio Taddei, provenienti da Forza Italia; Mauro Bonato, Cristoforo Canavese, Giuseppe Lorenzo Dallara e Franco Rocchetta, provenienti dalla Lega Nord; Vittorio Aliprandi, Luca Basso, Pietro Cerullo, Furio Gubetti, Lelio Lantella, Lucio Malan, Marilena Marin, Alberto Michelini, Pier Corrado Salino, Riccardo Sandrone e Giuseppe Siciliani, provenienti dal gruppo misto.
- In data 11 gennaio 1995 aderiscono al gruppo Alida Benetto Ravetto, Luisella Cavallini, Fede Latronico e Gualberto Niccolini, provenienti dalla Lega Nord.
- In data 23 gennaio 1995 aderisce al gruppo Salvatore Bellomi, proveniente dalla Lega Nord.
- In data 11 aprile 1995 lasciano il gruppo Angelo Raffaele Devicienti e Paolo Mammola, che aderiscono a Forza Italia.
- In data 27 aprile 1995 lascia il gruppo Paolo Emilio Taddei, che aderisce al gruppo misto.
- In data 18 maggio 1995 aderisce al gruppo Augusta Lagostena Bassi, proveniente da Forza Italia.
- In data 6 luglio 1995 lascia il gruppo Furio Gubetti, che aderisce a Forza Italia.
- In data 13 luglio 1995 aderiscono al gruppo Luca Azzano Cantarutti, Diana Battaggia, Flavio Giovanni Caselli, Flavio Devetag, Romano Filippi, Enrico Hüllweck, Francesco Miroglio e Roberta Pizzicara, provenienti dalla Lega Italiana Federalista.
- In data 1º agosto 1995 lascia il gruppo Franco Rocchetta, che aderisce a Alleanza Nazionale.
- In data 22 settembre 1995 lascia il gruppo Cristoforo Canavese, che aderisce a Forza Italia.
- In data 28 settembre 1995 lascia il gruppo Giuseppe Lorenzo Dallara, che aderisce a Forza Italia.
- In data 20 dicembre 1995 aderiscono al gruppo Stefano Aimone Prina, Emanuele Basile, Vincenzo Ciruzzi, Marcello Lazzati, Luigi Negri, Mauro Polli, Marco Romanello, Giuseppe Rossetto, Franca Valenti e Luigi Zocchi, provenienti dall'Unione Federalista.
- In data 29 dicembre 1995 lasciano il gruppo Luca Azzano Cantarutti, Diana Battaggia, Flavio Giovanni Caselli, Flavio Devetag, Enrico Hüllweck e Roberta Pizzicara, che aderiscono al Centro Cristiano Democratico.
- In data 21 febbraio 1996 lasciano il gruppo Salvatore Bellomi e Mauro Bonato, che aderiscono al Centro Cristiano Democratico.
- In data 7 febbraio 1996 lascia il gruppo Marco Romanello, che aderisce al gruppo misto.

#### I Democratici
- In data 21 febbraio 1995 si costituisce il gruppo a seguito dell'adesione di Enrico Indelli, Diego Masi, Carla Mazzuca Poggiolini, Pietro Milio, Antonino Mirone, Elisa Pozza Tasca, Giovanni Rivera, Mariotto Segni, Mario Soldani, provenienti dal Patto Segni; Giuseppe Ayala, Giorgio Bogi, Willer Bordon, Silvano Gori, Roberto Paggini, Luciana Sbarbati e Denis Ugolini, provenienti da Alleanza Democratica; Giuseppe Albertini, Enrico Boselli, Ottaviano Del Turco, Gino Giugni, Alberto La Volpe, provenienti dai Progressisti - Federativo.

#### Lega Italiana Federalista
- In data 15 febbraio 1995 si costituisce il gruppo a seguito dell'adesione di Stefano Aimone Prina, Luca Azzano Cantarutti, Emanuele Basile, Diana Battaggia, Flavio Giovanni Caselli, Vincenzo Ciruzzi, Flavio Devetag, Romano Filippi, Riccardo Fragassi, Enrico Hüllweck, Marcello Lazzati, Francesco Miroglio, Luigi Negri, Roberta Pizzicara, Mauro Polli, Marco Romanello, Giuseppe Rossetto, Franca Valenti, Giorgio Vido e Luigi Zocchi, provenienti dalla Lega Nord.
- In data 29 marzo 1995 lascia il gruppo Giorgio Vido, che aderisce al gruppo misto.
- In data 13 luglio 1995 lasciano il gruppo Luca Azzano Cantarutti, Diana Battaggia, Flavio Giovanni Caselli, Flavio Devetag, Romano Filippi, Enrico Hüllweck, Francesco Miroglio e Roberta Pizzicara, che aderiscono ai Federalisti e Liberaldemocratici.
- In data 13 luglio 1995 il gruppo si scioglie: Stefano Aimone Prina, Emanuele Basile, Vincenzo Ciruzzi, Riccardo Fragassi, Marcello Lazzati, Luigi Negri, Mauro Polli, Marco Romanello, Giuseppe Rossetto, Franca Valenti e Luigi Zocchi costituiscono, all'interno del gruppo misto, la componente Unione Federalista.

#### Gruppo misto

##### Patto Segni
- Ad inizio legislatura non aderiscono Giulio Tremonti, Alberto Michelini, Giuseppe Siciliani e Ernesto Stajano, che aderiscono al gruppo misto.
- In data 21 febbraio 1995 la componente si scioglie: Enrico Indelli, Diego Masi, Carla Mazzuca Poggiolini, Pietro Milio, Antonino Mirone, Elisa Pozza Tasca, Giovanni Rivera, Mariotto Segni, Mario Soldani aderiscono ai I Democratici.

##### Alleanza Democratica
- In data 4 maggio 1994 lasciano il gruppo Miriam Mafai, Giovanna Melandri, Ferdinando Schettino, Pasquale La Cerra e Nicola Magrone, che aderiscono ai Progressisti - Federativo.[2]
- In data 14 giugno 1994 lasciano il gruppo Ferdinando Adornato, Serafino Pulcini e Vincenzo Torre, che aderiscono ai Progressisti - Federativo.
- In data 21 febbraio 1995 la componente si scioglie: Giuseppe Ayala, Giorgio Bogi, Willer Bordon, Silvano Gori, Roberto Paggini, Luciana Sbarbati e Denis Ugolini aderiscono a I Democratici

##### Partito Socialista Italiano
- In data 5 maggio 1994 la componente si scioglie: Valdo Spini, Giuseppe Albertini, Ottaviano Del Turco, Alberto La Volpe, Donato Pace, Gino Giugni, Mario Gatto, Rosario Olivo, Luigi Porcari, Enrico Boselli, Carlo Carli, Luigi Giacco, Vittorio Emiliani e Giuseppe Pericu aderiscono ai Progressisti - Federativo.[3]

##### Comunisti Unitari
- In data 20 giugno 1995 si costituisce come componente del gruppo misto a seguito dell'adesione di Angelo Altea, Valter Bielli, Giuliano Boffardi, Marida Bolognesi, Francesco Calvanese, Rita Commisso, Famiano Crucianelli, Martino Dorigo, Sergio Garavini, Mauro Guerra, Gianfranco Nappi, Roberto Sciacca, Giuseppe Scotto Di Luzio, Adriano Vignali, provenienti da Rifondazione Comunista - Progressisti.

##### Unione Federalista
- In data 13 luglio 1995 aderiscono al gruppo Stefano Aimone Prina, Emanuele Basile, Vincenzo Ciruzzi, Riccardo Fragassi, Marcello Lazzati, Luigi Negri, Mauro Polli, Marco Romanello, Giuseppe Rossetto, Franca Valenti e Luigi Zocchi, provenienti dalla Lega Italiana Federalista.
- In data 20 dicembre 1995 la componente si scioglie: Stefano Aimone Prina, Emanuele Basile, Vincenzo Ciruzzi, Marcello Lazzati, Luigi Negri, Mauro Polli, Marco Romanello, Giuseppe Rossetto, Franca Valenti e Luigi Zocchi aderiscono al gruppo Federalisti e Liberaldemocratici; Riccardo Fragassi aderisce al gruppo misto.

##### Non iscritti ad alcuna componente
- Ad inizio legislatura aderiscono al gruppo Pietro Cerullo (Lega d'Azione Meridionale); Giulio Tremonti, Alberto Michelini, Giuseppe Siciliani e Ernesto Stajano (eletti nel Patto Segni).
- In data 19 maggio 1994 aderisce al gruppo Sergio Castellaneta, proveniente dalla Lega Nord.
- In data 1º giugno 1994 aderisce al gruppo Vittorio Sgarbi, proveniente da Forza Italia.
- In data 8 settembre 1994 aderisce al gruppo Vittorio Aliprandi, proveniente dalla Lega Nord.
- In data 30 settembre 1994 aderisce al gruppo Marilena Marin, proveniente dalla Lega Nord.
- In data 20 ottobre 1994 aderisce al gruppo Pier Corrado Salino, proveniente dalla Lega Nord.
- In data 21 ottobre 1994 aderiscono al gruppo Luca Basso, Furio Gubetti, Lelio Lantella, Lucio Malan, e Riccardo Sandrone, provenienti dalla Lega Nord.
- In data 19 dicembre 1994 lasciano il gruppo Vittorio Aliprandi, Luca Basso, Pietro Cerullo, Furio Gubetti, Lelio Lantella, Lucio Malan, Marilena Marin, Alberto Michelini, Pier Corrado Salino, Riccardo Sandrone e Giuseppe Siciliani, che aderiscono ai Federalisti e Liberaldemocratici.
- In data 31 gennaio 1995 aderisce al gruppo Modesto Mario Della Rosa, proveniente da Alleanza Nazionale.
- In data 29 marzo 1995 aderisce al gruppo Giorgio Vido, proveniente dalla Lega Italiana Federalista.
- In data 27 aprile 1995 aderisce al gruppo Paolo Emilio Taddei, proveniente dai Federalisti e Liberaldemocratici.
- In data 29 giugno 1995 aderisce al gruppo Elisabetta Bertotti, proveniente dalla Lega Nord.
- In data 3 agosto 1995 aderisce al gruppo Stefano Podestà, proveniente da Forza Italia.
- In data 20 dicembre 1995 aderisce al gruppo Riccardo Fragassi, proveniente dall'Unione Federalista.
- In data 10 gennaio 1996 lascia il gruppo Stefano Podestà, che aderisce ai Progressisti - Federativo.
- In data 2 febbraio 1996 lasciano il gruppo Riccardo Fragassi e Vincenzo Siniscalchi, che aderiscono ai Progressisti - Federativo.
- In data 7 febbraio 1996 aderisce al gruppo Marco Romanello, proveniente dai Federalisti e Liberaldemocratici.
- In data 13 marzo 1996 aderisce al gruppo Roberto Asquini, proveniente dalla Lega Nord.
- In data 13 marzo 1996 aderisce al gruppo Stefano Podestà, proveniente dai Progressisti - Federativo.
- In data 27 marzo 1996 aderisce al gruppo Cesare Cefaratti, proveniente da Alleanza Nazionale.
- In data 27 marzo 1996 aderiscono al gruppo Maurizio Menegon, Corrado Peraboni, Pierluigi Petrini, provenienti dalla Lega Nord.
- In data 27 marzo 1996 aderisce al gruppo Ferdinando Schettino, proveniente dai Progressisti - Federativo.
- In data 18 aprile 1996 aderisce al gruppo Teodoro Stefano Tascone, proveniente da Alleanza Nazionale.